# Blue Beetle

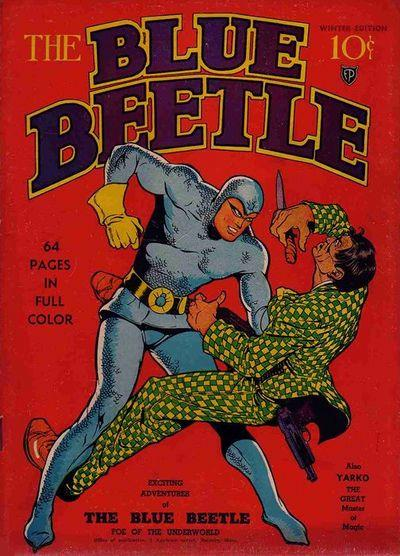
Första numret av Blue Beetle från 1940.

Blue Beetle är en superhjälte som ursprungligen skapades för Fox Publications. Senare inkarnationer har förekommit hos Charlton Comics och DC Comics. De sistnämnda äger rättigheterna till figuren (figurerna) än idag. 
Blue Beetle är på svenska känd som "Blå Skalbaggen" eller enbart "Skalbaggen".

## Blue Beetle I (Dan Garrett)
Denna version dök upp för första gången i Mystery Men Comics 1939 och figurerade i seriestrippar och även radioprogram. Dan Garrett var en Batmanliknade figur med superstyrka som han fick från en form av supervitaminer. 
En ny version av Dan Garrett dök upp hos förlaget Charlton på 1960-talet. I den här versionen fick han sina krafter från en magisk skalbaggefigurin, en skarabé.

## Blue Beetle II (Ted Kord)
Sedermera dödades Dan Garrett och ersattes av Ted Kord, den nya Blue Beetle. Denna version skapades av Steve Ditko 1966. Till skillnad mot sin företrädare hade Ted Kord inga superkrafter utan bara sin akrobatiska förmåga och tekniska apparatur till hjälp i brottsbekämpandet. Av hans tekniska utrustning är hans flygande skalbaggeskepp ("the Bug") det mest kända. Denna Beetle var från början en glad och positiv hjälte i klassisk "Spiderman"-anda.
På 1980-talet köpte DC rättigheterna till "Blue Beetle" från Charlton, tillsammans med bland annat "The Question" och "Captain Atom". Som en parentes kan nämnas att serien "Watchmen" var tänkt att använda sig av just dessa Charlton-figurer. Dessa planer stoppades av DC på grund av att de ville kunna använda dessa figurer även efteråt i mer traditionella sammanhang. I "Watchmen" används därför andra namn på figurerna. Blue Beetle har till exempel blivit ersatt av Nite Owl.
Hos DC hade Blue Beetle en egen tidning åren 1986–1988. Den kom ut med 25 nummer innan den lades ner. Större framgång hade han i den humoristiska superhjältetidningen Justice League International under större delen av 80-talet. Här träffade han Booster Gold, som kom att bli hans bäste vän i serierna.
Då Justice League International slutligen lades ner hade Blue Beetle inget regelbundet publiceringsforum längre, utan hänvisades till nya kortlivade superhjältegrupper (som Extreme Justice, The L.A.W. och Super Buddies), samt korta gästspel i tidningar som Birds of Prey. DC verkade inte riktigt veta vad de skulle göra med figuren, vilket ledde till en nedåtgående spiral där historierna ofta handlade om hans övervikt, hjärtfel, förtidspensionering och diverse misslyckanden.
Slutligen, i serien "Countdown to Infinite Crisis" från 2005, mördades Blue Beetle i kallt blod av sin förre arbetsgivare i JLI, Maxwell Lord. Denna händelse var ursprunget till en crossover i serien "Infinite Crisis" 2006.  

## Blue Beetle III (Jaime Reyes)
DC har utgivit 36 nummer om en tredje arvtagare till namnet "Blue Beetle". Utgivningen började 2006 och berättelsen skrevs till en början av Keith Giffen och John Rogers och tecknades av Cully Hamner. Senare kom även Rafael Albuquerque att teckna serien. Jaime Reyes egen serie lades ner 2009, men kort därefter fick han en backupserie i serietidningen "Booster Gold".
Jaime Reyes-versionen av Blue Beetle är med i tv-serien Smallville, ursprungshistorien till Clark Kent/Superman, tillsammans med Booster Gold och Skeets i avsnittet "Booster". "Booster" är det artonde avsnittet i sista säsongen av Smallville och skrevs av Geoff Johns och regisseras av Tom Welling, skådespelaren som spelar Clark Kent/Superman.
Mellan 2011 och 2013 hade Blue Beetle åter en egen serie som en av The New 52.
I augusti 2023 släpptes en film baserad på karaktären.

## Publicering på svenska
Vissa avsnitt av 40-talsversionen av "Blue Beetle" publicerades på svenska i Veckans Serier och Jules Verne-Magasinet under titeln "Blå Skalbaggen".
Den moderna versionen av serien har inte publicerats i Sverige. Däremot har "Justice League International" där Ted Kord var en aktiv medlem publicerats under namnet "Lagens Väktare" i svenska tidningarna Månadens äventyr, DC-serier och Stålmannen. Här kallades Kord vanligtvis "Skalbaggen" (ibland även "Blå Skalbaggen").